# Avlång dubbelklobagge
Avlång dubbelklobagge (Stenotrachelus aeneus) är en skalbaggsart som först beskrevs av Fabricius 1787.  Avlång dubbelklobagge ingår i släktet Stenotrachelus och familjen dubbelklobaggar. Arten är reproducerande i Sverige. Inga underarter finns listade i Catalogue of Life.